# DBLP
DBLP is een bibliografische website over computerwetenschappen. De website werd in 1993 gestart door de Universiteit Trier, en is uitgegroeid tot een organisatie die de database bijhoudt. Sinds 2018 is DBLP een onderdeel van Dagstuhl. 
De database heeft bijna vijf miljoen artikelen en andere publicaties over computerwetenschappen. Daarbij wordt van de database op drie plaatsen een schaduwkopie gedraaid.
De naam DBLP stond voor DataBase systems and Logic Programming. 